# L'Art de la guerre
 (mars 2023).
Si vous disposez d'ouvrages ou d'articles de référence ou si vous connaissez des sites web de qualité traitant du thème abordé ici, merci de compléter l'article en donnant les références utiles à sa vérifiabilité et en les liant à la section « Notes et références ».
Cet article concerne le livre écrit par Sun Tzu. Pour les autres significations, voir L'Art de la guerre (homonymie).
L’Art de la guerre (chinois traditionnel : 孫子兵法 ; chinois simplifié : 孙子兵法 ; pinyin : Sūn Zǐ bīngfǎ ; litt. « Méthodes militaires de Maître Sun ») est un court traité de stratégie militaire chinois, datant de la période des Printemps et Automnes . Attribué au stratège Sun Zi , le texte s’articule autour de treize chapitres consacrés à l’analyse rationnelle des différentes dimensions de la guerre et qui dégagent les principes de la poursuite intelligente d’une guerre victorieuse : fondée sur une stratégie indirecte, toute d’économie, de ruse, de connaissance de l’adversaire, d’action psychologique, destinée à ne laisser au choc que le rôle de coup de grâce asséné à un ennemi désemparé.
La conception implicite de la guerre, telle qu’envisagée par Sun Zi, s’inscrit dans un monde où celle-ci se pratique au sein d’une même société, la Chine impériale, avec des buts limités et dans le cadre de règles généralement acceptées, avant les invasions barbares qui détermineront la stratégie défensive de la Chine derrière sa Grande Muraille.
Premier des classiques militaires chinois dans la renommée et peut-être pour la date de composition, L’Art de la guerre est l’élément fondamental d’un riche corpus de réflexion stratégique compilé en 1078, à l’instigation de l’empereur Shenzong de la dynastie Song, sous le titre des Sept classiques de l’art militaire.
L’Art de la guerre a exercé une influence considérable sur les traditions militaires chinoises et japonaises, et il est toujours enseigné en Chine, à Taïwan et dans l’ensemble des écoles militaires du monde sinisé ; il constitue le fondement de la pensée stratégique contemporaine en Asie.
L’œuvre est traduite en 1772 par le père jésuite français Joseph-Marie Amiot et connaît un grand succès avant de tomber dans l’oubli. La traduction en anglais par Lionel Giles en 1910, puis la victoire de Mao Zedong en 1949, ramènent l’attention sur ce manuel de stratégie indirecte. L’Art de la guerre devient un canon de la pensée stratégique occidentale, à son tour profondément influencée par ce traité qui analyse, avec une avance considérable, la guerre comme une affaire d’importance vitale pour les États, pouvant en tant que telle se prêter à une analyse rigoureuse et dont la paix dicte le sens.

## Historique

### L’œuvre
Comme pour tous les ouvrages de l’Antiquité chinoise, transcrits sur des lamelles de bambou reliées par des ligatures de soie, la datation de L’Art de la guerre tel qu’il nous a été transmis se révèle très incertaine. Selon Sima Qian, dans ses Mémoires du grand historien, Sun Zi, originaire de l’État de Qi, actuel Shandong, aurait offert son traité au roi Helü de l’État de Wu, actuel Zhejiang, en 512 avant notre ère. Cependant, le style du texte et la description des opérations militaires, d’une ampleur relativement importante, font pencher pour une date plus récente, sans doute la fin du Ve siècle av. J.-C. ou début du IVe siècle av. J.-C., à la transition entre la Période des Printemps et des Automnes et celle des Royaumes combattants, alors que les conflits se multipliaient entre des États de plus en plus vastes, organisés et puissants, et que la guerre avait perdu son caractère rituel et codifié.
Cao Cao, illustre seigneur de guerre, poète et écrivain, est l’auteur, au début du IIIe siècle, du premier commentaire de L’Art de la guerre, qu’il remanie, sans qu’il soit possible de déterminer dans quelle mesure précisément. Si la littérature historiographique chinoise référence systématiquement l’œuvre au cours des siècles qui suivent, la taille et la structure du traité varient d’une source à l’autre.

### Paternité de l’œuvre

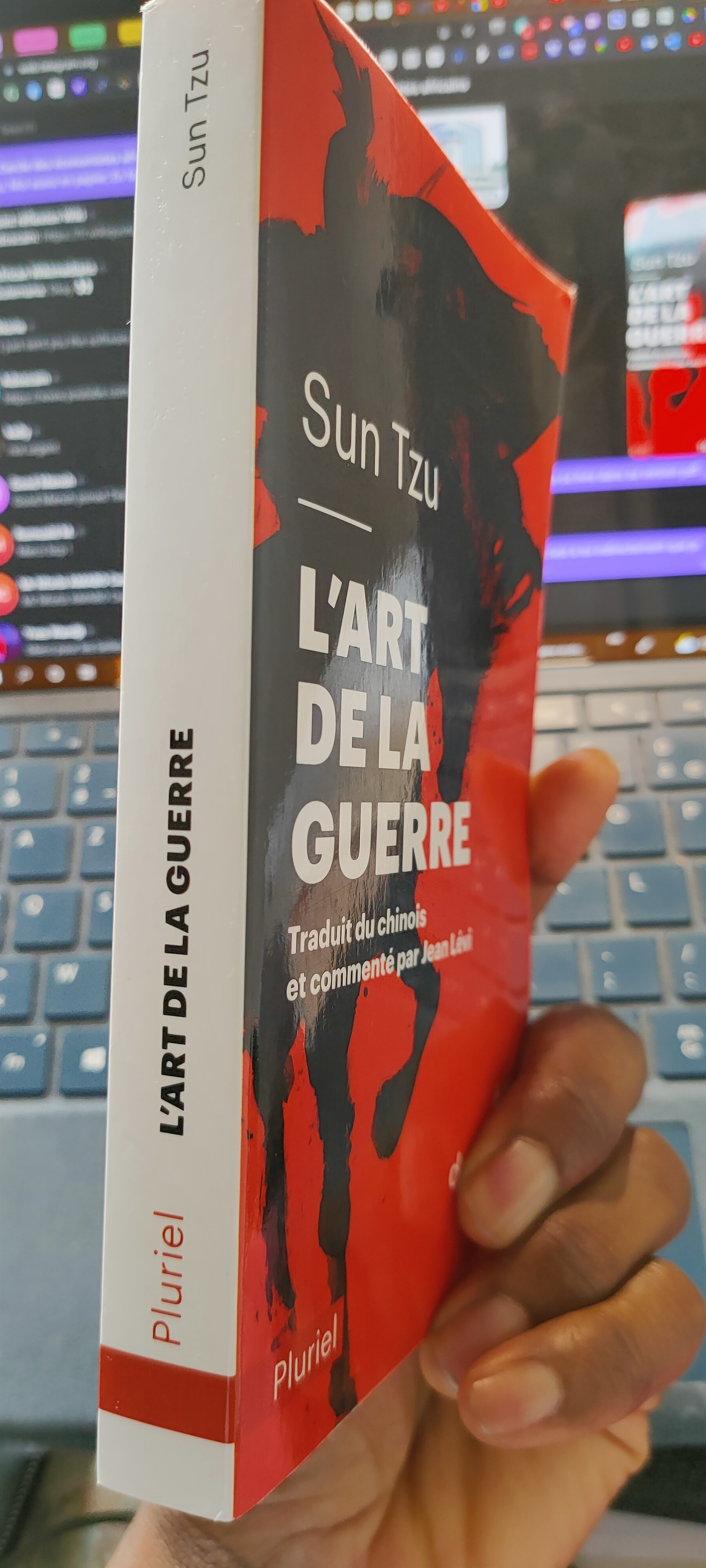
Photo d'une édition de 2015 de l'Art De La Guerre

La légende, relatée par Sima Qian et toujours vivace en Chine, veut que Sun Zi ait fui l’État de Wu et que, recommandé par le général Wu Zixu, il ait offert ses services de conseiller pour les affaires militaires au roi Helü. À cette occasion, pour faire la démonstration de ses talents et illustrer ses principes, Sun Zi aurait demandé au roi de faire mettre ses concubines en rang, et donné un ordre simple après avoir désigné parmi elles deux officiers. Les concubines rirent sans obéir. Déclarant que si les ordres n’étaient pas suivis, c’est qu’ils n’étaient pas compris, Sun Zi donna un nouvel ordre en l’expliquant, et les concubines rirent de nouveau sans l’exécuter. Déclarant cette fois que si les ordres n’étaient pas suivis alors qu’ils étaient compris, c’est que les officiers étaient incompétents, et il fit exécuter les deux officiers, favorites du souverain. À ce dernier qui tentait de s’y opposer, Sun Zi déclara que, sur le champ de bataille, le général n’avait pas à obéir aux ordres du souverain. Par la suite, les concubines exécutèrent les ordres à la perfection, et le roi Helü fut impressionné par la capacité du stratège à former à l’art de la guerre même les individus les plus frivoles.
Au XIIe siècle, certains lettrés commencent à douter de l’existence historique du personnage de Sun Zi, au motif qu’il n’apparaît pas dans les Chroniques historiques de Zuo qui recense les figures notables de la Période des Printemps et Automnes. Le nom de Sun Wu, véritable patronyme de « Maître Sun », n’apparaissant nulle part avant les Mémoires du grand historien, l’idée émerge qu’il puisse être un sobriquet inventé par l’historien et signifiant « guerrier fugitif » ; le nom « Sun » étant lexicalement lié au terme « fugitif », tandis que le prénom « Wu » se rapporte à la vertu traditionnelle chinoise de vaillance au combat, l’un et l’autre renvoyant au rôle que joue Sun Zi dans le récit qui est fait de la vie du général Wu Zixu. Sun Bin, qui apparaît avoir réellement existé et avoir effectivement été une autorité militaire, aurait servi d’inspiration à la création du personnage de Sun Zi par un processus d’évhémérisme. En 1972, les tablettes Han de Yuanqueshan sont découvertes dans des tombes de la dynastie Han près de la ville de Linyi dans la province du Shandong. Parmi les tablettes exhumées se trouvent deux textes distincts : un premier, attribué à Sun Zi et correspondant à L’Art de la guerre tel que transmis à travers les époques ; un second, plus tardif, attribué à Sun Bin. Le texte de Sun Bin chevauche largement celui de Sun Zi et semble en être la continuation. Cette découverte laisse alors penser que le débat historique autour de la paternité de l’œuvre trouve son origine dans l’existence de deux textes ayant pu tous deux être appelés « Méthodes militaires de Maître Sun ». De nos jours, ils sont effectivement considérés comme deux traités distincts.

## Contenu

### Structure
Le texte s’articule autour de treize chapitres consacrés à l’analyse rationnelle des différentes dimensions de la guerre et qui dégagent les principes de la poursuite intelligente d’une guerre victorieuse. La structure est toutefois relativement souple pour ce qui concerne l'organisation des idées, dans la mesure où certaines notions se retrouvent sous diverses formes dans plusieurs chapitres.
I. De l’évaluation 始計 / 始计, shǐjì
La guerre est une affaire d’importance vitale pour l’État, et cinq éléments doivent faire l’objet des continuelles méditations des officiers et de tous leurs soins : « la Doctrine » (ou le Tao) ; « le Ciel » (ou le climat) ; « la Terre » (ou la topographie) ; « le Général » (ou les qualités du dirigeant) ; « la Discipline » (ou la gestion des ressources humaines et matérielles). Ces cinq facteurs déterminent ensemble l’issue d’un engagement militaire. La considération consciencieuse de ces données doit permettre au chef de guerre de calculer ses chances de victoire. Leur rejet ou leur omission, par ignorance ou par présomption, engendre la défaite.
II. De l’engagement 作戰 / 作战, zuòzhàn
Les principes fondamentaux de l’économie de guerre et la nécessité de remporter rapidement les engagements décisifs. Les campagnes militaires victorieuses exigent de limiter les coûts matériels et humains autant que faire se peut.
III. Des propositions de la victoire et de la défaite 謀攻 / 谋攻, móugōng
L’unité d’une armée, plutôt que son nombre, fait sa force. Le chef de guerre doit, à tout moment : savoir s’il peut combattre et quand il faut cesser ; savoir s’il faut engager peu ou beaucoup ; être reconnaissant envers les simples soldats comme envers les officiers ; savoir mettre à profit les circonstances ; avoir l’assurance que le souverain approuve tout ce qui est fait pour son service.
IV. De la mesure dans la disposition des moyens 軍行 / 军形, jūnxíng
L’art de pratiquer la défensive avec à-propos est un préalable indispensable à toute offensive victorieuse. Reconnaître les opportunités stratégiques quand elles se présentent, pour savoir quand avancer et quand reculer, sans jamais créer aucune opportunité pour l’ennemi en retour.
V. De la contenance 兵势, bīngshì
L’habileté dans le commandement des troupes repose sur un usage créatif et agile de leurs capacités et aptitudes respectives, ainsi que dans la distinction entre ce qui doit être fait en secret et ce qui doit être exécuté ouvertement. Elle consiste à créer des dynamiques et prendre l’ennemi par surprise.
VI. Du plein et du vide 虛實 / 虚实, xūshí
Les opportunités stratégiques qu’il convient de saisir sont des ouvertures que l’ennemi crée en réaction aux différentes pressions qui sont exercées sur lui ; le champ de bataille est en quelque sorte fluide.
VII. De l’affrontement direct et indirect 軍爭 / 军争, zūnzhēng
Les affrontements directs, limités ou généraux, sont risqués. L’engagement d’une bataille décisive suppose des préparatifs nombreux de même qu’une excellente connaissance de l’environnement et de l’ennemi. Il existe un certain nombre de stratagèmes relevant de l’affrontement indirect et dont le chef de guerre peut user pour se procurer un avantage face à un ennemi aussi prudent et vaillant que lui.
VIII. Des neuf changements< 九變 / 九变, jiǔbiàn
Les neuf circonstances principales qui doivent engager le chef de guerre à changer la formation ou la disposition de son armée, à changer de situation, à aller ou venir, à attaquer ou défendre, à agir ou se tenir en repos. Les cinq dangers contre lesquels se prémunir : trop grande ardeur à affronter la mort ; trop grande attention à conserver la vie ; la colère précipitée ; les réactions d’orgueil ; trop grande complaisance avec ses soldats.
IX. De la distribution des moyens 行軍 / 行军, xíngjūn
Les différentes situations dans lesquelles une armée se trouve en progressant en territoire ennemi, et les changements de circonstances auxquels il faut savoir répondre. La clé du succès réside le plus souvent dans l’évaluation des intentions de l’ennemi.
X. De la topographie 地形, dìxíng
Les trois types de lieux où établir son campement pour avoir l’avantage sur l’ennemi, et les six manières de tromper ou d’être trompé qui découlent de ces prises de positions.
XI. Des neuf sortes de terrains 九地, jiǔdì
Les neuf sortes de terrains qui peuvent être à l’avantage ou au détriment de l’une ou de l’autre armée : les lieux de division ou de dispersion (à la frontière des positions ennemies) ; les lieux légers (avancés derrière les lignes ennemies) ; les lieux qui peuvent être disputés (qu’il faut prendre ou défendre face à l’ennemi) ; les lieux de réunion (zones de repli que l’ennemi peut aussi envisager comme telles) ; les lieux pleins et unis (qui permettent l’utilisation par les deux armées) ; les lieux à plusieurs issues (à la jonction de plusieurs États et par où les secours de l’une ou l’autre armée peuvent arriver) ; les lieux graves et importants (qui sont situés en territoire ennemi et ont un fort intérêt stratégique) ; les lieux gâtés ou détruits (difficilement praticables) ; les lieux de mort (zones de danger critique).
XII. De l’art d’attaquer par le feu 火攻, huǒgōng
Les cinq manières de combattre par le feu : brûler les hommes ; brûler les provisions ; brûler les bagages ; brûler les arsenaux et les magasins ; utiliser des projectiles incendiaires. En cas d’attaque par le feu, il est fondamental de : laisser le feu faire son office plutôt que d’en profiter pour attaquer imprudemment ; ne pas laisser l’ennemi éteindre le feu ; observer les vents pour savoir où démarrer l’incendie ; anticiper les changements dans les vents ; ne pratiquer l’inondation qu’avec parcimonie.
XIII. De la concorde et de la discorde 用間 / 用间, yòngjiàn
L’utilisation intensive de l’espionnage est le moyen le plus sûr d’exploiter à son avantage les cinq types de discordes : discorde dans les villes et villages, ou comment s’attacher les populations qui sont sous la domination de l’ennemi ; discorde extérieure, ou comment avoir à son service les officiers ennemis ; discorde entre les inférieurs et les supérieurs, ou comment semer la défiance dans les rangs adverses ; discorde de mort, ou comment faire parvenir à l’ennemi de fausses informations sur l’état de notre armée ; discorde de vie, ou comment rémunérer les ennemis qui font défection pour se mettre à notre service.

### Analyse
Le texte du traité de Sun Zi, dont treize chapitres nous sont parvenus, aborde tout ce qui touche à l’élaboration de la stratégie et à la conduite des batailles. S’il présente l’étude de la guerre comme vitale pour la survie des États, il prend aussi en considération les coûts économique, humain, moral, et politique de la guerre ; il expose également les critères d’évaluation auxquels chaque prince et général doit recourir pour estimer l’adversaire et n’engager le combat qu’en étant sûr d’emporter la victoire. Certains éléments caractéristiques se dégagent qui sont l’autonomie du militaire — le général — par rapport au politique — le prince — une fois la décision de combattre prise, l’importance fondamentale de la ruse, et la nécessaire pratique de l’espionnage. Les préceptes stratégiques de Sun Zi sont de trois ordres.
D’abord, l’acmé de la stratégie militaire est d’obtenir la victoire sans effusion de sang. Ce premier point est la résultante directe de la prise en considération du coût économique, moral et politique de la guerre dans un monde où celle-ci se pratique au sein d’une même société, la Chine impériale, et vise à l’accaparement des ressources et l’assujettissement des vaincus. Nul intérêt, chez Sun Zi, de détruire les ressources convoitées ou de tuer ceux qui seront demain nos sujets. La notion d’ennemi héréditaire n’existe pas encore.
Ensuite, la guerre consiste fondamentalement en la recherche d’un avantage comparatif, et il s’agit moins d’anéantir l’adversaire que de lui faire perdre l’envie de se battre. Ce deuxième point implique de faire un usage de la force qui soit justement proportionné à la nature de l’objectif politique poursuivi. Il est fondamental, chez Sun Zi, de s’économiser, de ruser, de déstabiliser, et de ne laisser au choc que le rôle de coup de grâce assené à un ennemi désemparé.
Enfin, la connaissance de l’adversaire est le facteur-clef de toute victoire militaire. Ce troisième point est la projection directe dans les affaires militaires d’une philosophie traditionnelle chinoise qui tient en haute estime l’intelligence et le savoir en général. L’espionnage, chez Sun Zi, est le pinacle de l’action militaire ; procédé par lequel un chef de guerre peut avoir une vue d’ensemble de la situation et, le cas échéant, savoir à l’avance et sans craindre de se tromper qui gagnera et qui perdra la guerre.

## Citations
Chapitre I, Vers 18 et 19 :
兵者詭道也。, bīng zhě guǐdào yě.
故能而示之不能用而示之不用近而示之遠遠而示之近。, gù néng ér shì zhī bùnéng yòng ér shì zhī bùyòng jìn ér shì zhī yuǎn yuǎn ér shì zhī jìn.
« Toute campagne guerrière doit être réglée sur le semblant ; feignez le désordre, ne manquez jamais d’offrir un appât à l’ennemi pour le leurrer, simulez l’infériorité pour encourager son arrogance, sachez attiser son courroux pour mieux le plonger dans la confusion : sa convoitise le lancera sur vous pour s’y briser. »
Ce vers est communément usité en français sous une forme abrégée :
« Toute guerre est fondée sur la tromperie. »
Chapitre II, Vers 3 :
久暴師則國用不足。, jiǔ bào shī zé guó yòng bùzú.
« On ne saurait tenir les troupes longtemps en campagne, sans porter un très grand préjudice à l’État. »
Ce vers est communément usité en français sous une forme abrégée :
« Jamais guerre prolongée ne profita à aucun pays. »
Chapitre III, Vers 2 :
是故百戰百勝非善之善者也不戰而屈人之兵善之善者也。, shì gù bǎi zhàn bǎishèng fēi shànzhī shàn zhě yě bù zhàn ér qū rén zhī bīng shànzhī shàn zhě yě.
« Il faut plutôt subjuguer l’ennemi sans donner bataille : ce sera là le cas où plus vous vous élèverez au-dessus du bon, plus vous approcherez de l’incomparable et de l’excellent. »
Ce vers est communément usité en français sous une forme abrégée :
« L’art de la guerre, c’est de soumettre l’ennemi sans combat. »
Chapitre III, Vers 18 :
故曰：知彼知己，百戰不殆；不知彼而知己，一勝一負；不知彼，不知己，每戰必殆。, gù yuē: Zhī bǐ zhījǐ, bǎizhànbùdài; bùzhī bǐ ér zhījǐ, yī shèngyī fù ; bùzhī bǐ, bù zhījǐ, měi zhàn bì dài.
« Connais ton ennemi et connais-toi toi-même ; eussiez-vous cent guerres à soutenir, cent fois vous serez victorieux. Si tu ignores ton ennemi et que tu te connais toi-même, tes chances de perdre et de gagner seront égales. Si tu ignores à la fois ton ennemi et toi-même, tu ne compteras tes combats que par tes défaites. »
Ce vers se retrouve sous une forme condensée dans un proverbe de la langue chinoise contemporaine :
知己知彼，百戰不殆。, zhī jǐ zhī bǐ, bǎi zhàn bù dài.
« Connais ton ennemi et connais-toi toi-même, tu vaincras cent fois sans péril. »

## Postérité

### Dans la pensée stratégique occidentale
Il y a, en apparence, un fossé entre Clausewitz et Sun Zi. Le premier vit et écrit dans l’Europe du début du XIXe siècle, tandis que la vie et l’œuvre du second s’inscrivent dans la Chine impériale de l’Antiquité. Alors que De la guerre est un long corpus en prose, L’Art de la guerre se présente sous la forme d’une suite d’aphorismes. Le premier fait près de 600 pages, le second en compte un peu moins de 40. Les deux auteurs présentent en outre des préférences stratégiques différentes, de même que des vues divergentes sur le recours à la tromperie et à l’espionnage.
S’agissant des préférences stratégiques de chacun, il est à noter, d’abord, que Sun Zi érige la victoire sans effusion de sang comme idéal de la stratégie militaire, là où Clausewitz argue que renâcler à l’usage de la force peut équivaloir à laisser l’ascendant à l’adversaire. Ensuite, Sun Zi conçoit la guerre comme la poursuite d’un avantage comparatif, et la victoire comme l’anéantissement de la volonté de se battre chez l’adversaire ; cette stratégie reposant largement sur la maîtrise de l’information et les actions psychologiques. Clausewitz, au contraire, insiste sur les impondérables, les frictions, qui font que les campagnes militaires ne sont jamais aussi efficaces que prévu, et voit en l’anéantissement de l’adversaire le moyen le plus sûr de remporter la victoire.
S’agissant du recours à l’espionnage, Sun Zi peut être considéré comme optimiste, en cela qu’il considère, d’une part, que les actions psychologiques sont le moyen le plus efficace de prendre l’ascendant sur l’adversaire et, d’autre part, qu’une parfaite maîtrise de l’information permet de déterminer à l’avance l’issue d’une campagne militaire. Clausewitz, pour sa part, est de l’avis que les rapports des espions sont le plus souvent au mieux incertains et au pire contradictoires, donc qu’il n’est pas raisonnable de fonder une stratégie militaire sur eux.
Bien que les deux stratèges offrent des regards diamétralement opposés sur la guerre, leurs œuvres demeurent les parangons de la stratégie militaire mondiale et occupent une place centrale dans la formation théorique des praticiens occidentaux. La raison en est, pour partie, qu’elles permettent d’aborder respectivement les notions d’approche indirecte et d’approche directe. L’histoire du XXe siècle montre, en outre, que d’aucuns pourront mettre à profit une lecture croisée des deux traités. Mao Zedong, notamment, s’inspirera d’eux pour vaincre en 1949 et, plus tard, théoriser la guerre révolutionnaire.

### Dans la culture populaire
Le groupe de métal suédois Sabaton reprend cette œuvre dans son album The Art of War. Il s’agit également d’une des chansons de ce même album. Au sein de celui-ci, chaque chanson comporte une introduction traduite en anglais mais néanmoins tirée du livre. La première piste est d’ailleurs intitulée Sun Tzu Says.
Le groupe de rap français Abraxxxas, dans son album War Zone sorti en 2011, a composé une chanson complète sur L'Art de la guerre.
L'Art de la guerre est fréquemment cité dans l'arc 2 : Battle Tendency, de JoJo's Bizarre Adventure.
Dans la web-série Il revient quand Bertrand ?, les épisodes sont nommés par des citations issues de L'Art de la guerre qui sert de guide spirituel aux deux protagonistes.
Dans l'épisode 15 de la saison 29 des Simpson : Une bonne lecture ne reste pas impunie, Marge contraint sa famille à lire plus. Elle les emmène donc dans une librairie. Là-bas, Bart va acheter L'Art de la guerre pour apprendre les techniques militaires afin de contraindre son père à le conduire à une convention Tunnecraft (parodie de Minecraft).

### Traductions et commentaires
- (en) Sun Tzu (trad. Samuel B. Griffith), The Art of War, Oxford, Oxford University Press, 1963
  - Sun Tzu (trad. Samuel B. Griffith, Francis Wang), L'art de la guerre, Flammarion, coll. « Champs », 2017 (1re éd. 1972), 318 p. (ISBN 978-2-0814-0432-8) : La toute première traduction française moderne de L'Art de la guerre, qui a fait connaitre le traité de Sun Tzu en France.
- Sun Tzu (trad. Jean Lévi), L'Art de la guerre, Paris, Hachette Littératures, coll. « Pluriel », 2000, 352 p. (ISBN 978-2818504963) Une excellente traduction française, richement commentée.
- Sunzi (trad. Valérie Niquet), L'Art de la guerre de Sun Zi, Paris, Economica, 1988. Une autre très bonne traduction française.
- (en) Sunzi (trad. Roger T. Ames), Sun-tzu : the art of warfare : the first English translation incorporating the recently discovered Yin-ch'üeh-shan texts, New York, Ballantine Books, 1993. Une des nombreuses traductions anglaise de L'Art de la guerre.

### Histoire du texte
- (en) Krzysztof Gawlikowski et Michael Loewe, « Sun tzu ping fa 孫子兵法 », dans Michael Loewe (dir.), Early Chinese Texts: A Bibliographical Guide, Berkeley, Society for the Study of Early China; Institute of East Asian Studies, University of California,‎ 1993 (ISBN 1-55729-043-1), p. 446-455

### Contexte historique et militaire
- Jean Lévi, La Chine en guerre : vaincre sans ensanglanter la lame (VIIIe-IIIe avant J.-C.), Paris, Arkhê, 2018
- (en) Mark Edward Lewis, « Warring State Political History », dans Michael Loewe et Edward L. Shaughnessy (dir.), The Cambridge History of Ancient China, From the Origins of Civilization to 221 BC, Cambridge, Cambridge University Press, 1999, p. 587-650

### Études complètes sur le traité
- Yann Couderc, Déchiffrer Sun Zi, Paris, Editions de l'école de guerre, 2025, 280 p. (ISBN 978-2356731166)